# Municipio de Sugarfork
El municipio de Sugarfork (en inglés: Sugarfork Township) es un municipio ubicado en el  condado de Macon en el estado estadounidense de Carolina del Norte. En el año 2010 tenía una población de 523 habitantes.

## Geografía
El municipio de Sugarfork se encuentra ubicado en las coordenadas 35°7′1.49″N 83°14′5.49″O / 35.1170806, -83.2348583.